# Silvio Soldini
Silvio Soldini ( Milán, 11 de agosto de 1958 ) es un director de cine, guionista y traductor italiano originario del Cantón del Tesino.

## Biografía
Hijo mayor del ingeniero Adolfo Soldini (industrial textil y náutico de una familia originaria de Chiasso ) y de Carlina Dubini, es hermano del regatista Giovanni Soldini.
Con 21 años, Silvio Soldini dejó la Facultad de Ciencias Políticas de la Universidad de Milán y se marchó a Nueva York para estudiar cine en la Tisch School of the Arts de la Universidad de Nueva York. De esta experiencia nació Drimage, su primer cortometraje. Regresó a Milán en 1982, donde empezó a trabajar como traductor de series de televisión estadounidenses y como ayudante de dirección de publicidad. El afán por el cine se alimentó gracias a su amistad con un grupo de entusiastas, como Luca Bigazzi, que después sería su director de fotografía y con quien dirigió Paesaggio con figure (1983) y Giulia in ottobre (1985). Junto con Giorgio Garini y Daniele Maggioni fundó la productora Monogatari, con la que realizó en 1990 su primer largometraje, L'aria serena dell'Ovest, que participó en el concurso del festival de Locarno, una de las películas más representativas del llamado Nuovo Cinema Italiano.
Autor culto y refinado, no es un simple heredero de la Commedia all'italiana de la década de 1960, pues como muchos directores de la generación anterior ( De Sica, Monicelli, Comencini, Loy ), Soldini ha demostrado que está a gusto con películas más desafiantes, como Brucio nel vento, Un'anima divisa in due y Le acrobate, o con comedias sentimentales y atrevidas, tales como Pan y tulipanes, Agata e la tempesta, Il comandante e la cicogna. Por otro lado, su formación académica lo acerca a un cine sensible y delicado, preocupado por su unidad temática y formal, así como por el simple rigor de la dirección, la concepción del cine como lectura de la vida, la ligereza del tacto, son sólo algunos de los elementos que contribuyen a definir su estilo, mientras que la tensión y el gusto por introducir cambios son los temas asiduos en sus películas.
En 2007 dirigió Giorni e nuvole que fue seleccionado como parte de la sección oficial del 30.º Festival Internacional de Cine de Moscú. 
En 2014 el documental Per altri occhi - avventure quotidiane di un manipolo di ciechi ganó el Nastro de argento como mejor documental.
En 2017, Il colore nascosto delle cose, protagonizada por Valeria Golino y Adriano Giannini se presentó, fuera de competición, en la 74.ª Muestra Internacional de Cine de Venecia.
En 2019 participó en la película Interdependence, una película episódica sobre el tema del cambio climático, en la que colaboran 11 directores de todo el mundo. Su episodio, filmado en Milán, es Olmo. 
En 2021 estrenó 3/19, una película protagonizada por Kasia Smutniak.

## Filmografía
Largometrajes
- Provvisorio quasi d'amore (1988) – episodi Antonio e Cleo
- L'aria serena dell'ovest (1990)
- Un'anima divisa in due (1993)
- Miracoli - Storie per corti (1994) – episodi D'estate
- Le acrobate (1997)
- Pane e tulipani (2000)
- Brucio nel vento (2002)
- Agata e la tempesta (2004)
- Giorni e nuvole (2007)
- Cosa voglio di più (2010)
- Il comandante e la cicogna (2012)
- Il colore nascosto delle cose (2017)
- Interdependence (2019) – episodi Olmo
- 3/19 (2021)

Mediometrajes
- Paesaggio con figure (1983)
- Giulia in ottobre (1985)

Cortometrajes
- Drimage (1982)
- Femmine, folle e polvere d'archivio (1993)
- Dimenticare Biasca (1997)

Documentales
- Voci celate (1986)
- La fabbrica sospesa (1987)
- Musiche bruciano (1991)
- Frammenti di una storia tra cinema e periferia (1995)
- Made in Lombardia (1996)
- Il futuro alle spalle – Voci da un'età inquieta (1998)
- Rom Tour (1999)
- Un piede in terra l'altro in mare (2007)
- Quattro giorni con Vivian (2008)
- Un paese diverso (2008)
- Il sole non ignora alcun villaggio (2010)
- Per altri occhi – Avventure quotidiane di un manipolo di ciechi (2013)
- Un albero indiano (2014)
- Milano 2015 (2015) – episodi Tre Milano
- Il fiume ha sempre ragione (2016)
- Treno di parole. Viaggio nella poesia di Raffaello Baldini (2018)
- Un altro domani (2023)

## Reconocimientos
- 1994: Miracoli, storie por corte - de Mario Martone, Paolo Rosa y Silvio Soldini.
  - Premio al mejor cortometraje italiano del año - Mención especial en el Festival Internacional de Cine Juvenil de Turín, Italia.
  - Premio FEDIC, mención especial en el Festival de Cine de Venecia, Italia.
- 2000: Pane y tulipán di Silvio Soldini
  - David di Donatello al mejor director, Italia. [6]
  - David di Donatello al mejor argumento, Italia.
  - Ciak de oro - Mejor director
  - Ciak de oro - Mejor guion por Pane e tulipani
  - Premio de Plata en el cine extranjero del Gremio de las Artes Germánicas, Alemania
  - Nastro de argento al mejor director del sindicato nacional italiano de periodistas de cine, Italia.
  - Nastro de argento al mejor guion por la Unión Italiana de Periodistas de Cine, Italia.
  - Golden Arena al mejor guion de la competición europea en el Festival de Pula, Croacia.
  - Premio del jurado al mejor guion película descubierta en el American Comedy Arts Festival en Aspern Colorado, EE. UU.
- 2014 : "Por Otro Occhi" : Nastri de argento 2014 al mejor documental. [7]
- 2019: "Treno di parole. Viaggio nella poesía di Raffaello Baldini" Premio al mejor documental italiano del año, concurso "Extra Doc Festival" - Fondazione Cine por Roma, Cityfest MAXXI, Museo Nacional de Arte del Siglo XXI - Alice nella Città